# Flashback (album av Pernilla Wahlgren)
Flashback är ett studioalbum från 1989 av den svenska popsångerskan Pernilla Wahlgren.

## Låtlista
1. Flashback
2. Stop That Thing
3. Take It Away
4. Mardröm
5. I'll Be Your Lady
6. Kom och ta mig
7. Sad Boy
8. Talk to Me
9. Lucky Star
10. (This Is Our) Last Chance (duett med Jean-Paul Wall)

## Listplaceringar
| Lista (1989) | Topplacering |
| ------------ | ------------ |
| Sverige      | 47           |

### Fotnoter
1. ↑  ”Flashback”. Swedishcharts. 26 februari 1989. http://www.swedishcharts.com/showitem.asp?interpret=Pernilla+Wahlgren&titel=Flashback&cat=a. Läst 16 november 2014.